# Kalendarz Majów
Kalendarz Majów – kalendarz używany w obrębie cywilizacji Majów w tzw. okresie klasycznym, tj. między III a IX w. n.e., a w okresie poklasycznym aż do najazdu Hiszpanów, z pewnymi zmianami, przez Majów i ludy Nahua (Nahaua), od IX w. n.e. Tolteków, a od XIV w. n.e. Azteków.
Opierał się na sprzężeniu dwóch cykli:
- rytualnego, liczącego 260 dni (tzolkin), będącego z kolei wynikiem sprzężenia cyklu 20-dniowego i cyklu 13-dniowego,
- słonecznego (a raczej w przybliżeniu słonecznego, jako że nieskoordynowanego dokładnie z porami roku), liczącego 365 dni (haab), podzielonego na 18 okresów („miesięcy”) po 20 dni i 1 okres („miesiąc”) 5-dniowy.

Drugim sposobem rachuby czasu, w obrębie tego kalendarza, była tzw. długa rachuba, polegająca na podaniu liczby dni (wyrażonej w pewnych jednostkach-okresach), jakie upłynęły od pewnej daty początkowej. Jednostką odpowiadającą w przybliżeniu rokowi był w tej rachubie tun, liczący 360 dni.

## Ogólny opis

Wizualizacja porównawcza długiej rachuby, z zaznaczonym startem B’ak’tun 13 w systemie kalendarza gregoriańskiego – 21 XII 2012

Wiedza o kalendarzu Majów pochodzi z częściowo odczytanych hieroglificznych inskrypcji zachowanych na zabytkach kultury materialnej ich cywilizacji (np. stelach i płaskorzeźbach; badanie ich rozpoczął pod koniec lat osiemdziesiątych XIX wieku Alfred Maudslay) oraz z nielicznych zachowanych dokumentów (tzw. kodeksów).
Pierwsze inskrypcje zawierające dane kalendarzowe zapisane przy użyciu długiej rachuby pochodzą z okolic końca III wieku – tzw. Stela 29 w Tikál (z datą 292 r.). Najmłodsze znane przykłady stel kalendarzowych to stela z Toniná, w meksykańskim stanie Chiapas (z datą 909 r.) i stela z Itzimte na terenie meksykańskiego stanu Campeche (z datą 15 stycznia 910 r.).
Podstawowym dokumentem, będącym źródłem informacji o kalendarzu Majów jest tzw. Kodeks drezdeński (Codex Dresdensis), jeden z trzech ocalałych przed zniszczeniem przez hiszpańskich, chrześcijańskich najeźdźców dokumentów, zawierający daty zaćmień Słońca i Księżyca. Majowie obserwowali i notowali także pozorne ruchy na nieboskłonie tych ciał niebieskich oraz planet (w tym Wenus), które miały dla nich szczególne znaczenie sakralne.
Data początkowa długiej rachuby sugeruje, że astronomia Majów istniała już ponad 3000 lat p.n.e., a być może nawet w dziewiątym tysiącleciu p.n.e., jednak nie zachowały się żadne instrumenty astronomiczne ani zapisy z tamtych czasów.
Cykl 260-dniowy zwany tzolkin („rok” rytualny, sakralny) był swoisty dla ludów Mezoameryki i nie występował w kalendarzach innych regionów. Został prawdopodobnie wynaleziony na początku pierwszego tysiąclecia p.n.e. przez Zapoteków lub Olmeków. Był wynikiem sprzężenia cyklu 20-dniowego (sekwencji 20 dni oznaczonych nazwami) i cyklu 13-dniowego (sekwencji 13 dni oznaczonych liczbami od 1 do 13). Oba cykle biegły niezależnie, bez przerwy, jak tydzień w kalendarzach mezopotamskich, hebrajskim, chrześcijańskich, islamskim. Określona kombinacja danej nazwy i danej liczby powtarzała się właśnie co 260 dni.
Cykl 365-dniowy zwany haab (rok „słoneczny”, rolniczy) był podobny jak w kalendarzu staroegipskim. Obejmował 18 „miesięcy” 20-dniowych (dni oznaczone liczbami od 0 do 19) i dodatkowy okres 5 dni dla częściowego uzgodnienia z porami roku. Były to tzw. xma kaba kin, czyli dni bez nazwy, uważane za pechowe. Nie zawierano wówczas żadnych transakcji handlowych, nie odbywano sądów, nie robiono nawet porządków. Majowie nie znali roku przestępnego, ich cykl kalendarzowy liczył niezmiennie 365 dni (podczas gdy rzeczywisty czas obiegu Ziemi wokół Słońca wynosi 365,24219 dni). Powodowało to cofanie się daty początku roku względem pór roku o jeden dzień na cztery lata, i w efekcie przejście tej daty przez wszystkie pory roku w ciągu 1460 lat (rok ruchomy).
Określona kombinacja nazwy i numeru dnia tzolkina oraz nazwy „miesiąca” i numeru dnia w „miesiącu” haaba występowała co 18 980 dni (52 haaby po 365 dni, 73 tzolkiny po 260 dni), co stanowiło szczególnie ważny okres dla Majów, zwany Kręgiem Kalendarza. Według relacji hiszpańskich najeźdźców, początek nowego Kręgu był uroczyście świętowany przez wszystkie posługujące się tym kalendarzem ludy Mezoameryki.
Majowie zapisywali ważne daty, np. zaćmienia Słońca, poprzez zapisanie liczby dni jaka upłynęła od pewnej daty początkowej (długa rachuba). Daty zapisywano za pomocą hieroglifów wskazujących jednostki czasu (złożone z określonej liczby dni) oraz kresek i kropek oznaczających cyfry (w systemie dwudziestkowym), podając liczbę tych jednostek. Za początek rachuby przyjmuje się obecnie 3114 rok p.n.e., data ta była w swej funkcji podobna do daty narodzin Chrystusa w kalendarzach chrześcijańskich.
Majowie pilnie obserwowali zjawisko upływu czasu. Wznosili stele lub budowle, dla odnotowania upływu dłuższych jego okresów (jednostek), zaopatrując każdą z nich w datę powstania. Niekiedy, z takiej okazji, obudowywali którąś z istniejących piramid murami nowej. Czynili tak setki lat, przez cały okres klasyczny.
Kalendarz zbliżony do używanego przez Majów, był wykorzystywany niemal przez wszystkie cywilizacje Mezoameryki. Również Aztekowie ze środkowego Meksyku, których okres potęgi przypadał dopiero na przełom XV i XVI w. (a także inne ludy mówiące językiem nahuatl), stosowali liczący 260 dni kalendarz rytualny zwany tonalpohualli oraz liczący 365 dni kalendarz słoneczny zwany xiuhpohualli (zobacz Kalendarz aztecki). Natomiast Majowie byli jedyną cywilizacją mezoamerykańską, stosującą tzw. długą rachubę.

## Tzolkin
W kalendarzu rytualnym tzolkin rok kalendarzowy liczył 260 dni, które oznaczane były kombinacją liczb od 1 do 13 (numerów dni sekwencji 13-dniowej) oraz nazw 20 dni sekwencji 20-dniowej (kolejno: imix, ik, akbal, kan, chicchan, cimi, manik, lamat, muluc, oc, chuen, eb, ben, ix, men, cib, caban, eznab, cauac i ahau). Oznaczenie dnia wyglądało zatem następująco: 1 imix, 2 ik, 3 akbal, 4 kan, 5 chicchan itd. aż do 13 ben. Wtedy zaczynał się drugi cykl 13-dniowy i liczenie zaczynano od 1 (nie przerywając cyklu 20-dniowego), więc następne były 1 ix, 2 men, 3 cib, 4 caban, 5 eznab, 6 cauac oraz 7 ahau. Wówczas rozpoczynano drugi okres dwudziestodniowy, nie przerywając jednak cyklu 13-dniowego, a więc następny był 8 imix. Nie było więc sytuacji, aby w ciągu roku powtórzyło się to samo oznaczenie dnia. Pierwszym dniem roku tzolkin był 1 imix, zaś ostatnim 13 ahau.
| Lp. | Nazwa dnia | Hieroglif | Nazwa w języku yucatec używanym w XVI w. | Nazwa w zrekonstruowanym klasycznym języku Majów | Lp. | Nazwa dnia | Hieroglif | Nazwa w języku yucatec używanym w XVI w. | Nazwa w zrekonstruowanym klasycznym języku Majów |
| --- | ---------- | --------- | ---------------------------------------- | ------------------------------------------------ | --- | ---------- | --------- | ---------------------------------------- | ------------------------------------------------ |
| 01  | Imix’      |           | Imix                                     | Imix (?) / Ha’ (?)                               | 11  | Chuwen     |           | Chuen                                    | (nieznana)                                       |
| 02  | Ik’        |           | Ik                                       | Ik’                                              | 12  | Eb’        |           | Eb                                       | (nieznana)                                       |
| 03  | Ak’b’al    |           | Akbal                                    | Ak’b’al (?)                                      | 13  | B’en       |           | Ben                                      | (nieznana)                                       |
| 04  | K’an       |           | Kan                                      | K’an (?)                                         | 14  | Ix         |           | Ix                                       | Hix (?)                                          |
| 05  | Chikchan   |           | Chicchan                                 | (nieznana)                                       | 15  | Men        |           | Men                                      | (nieznana)                                       |
| 06  | Kimi       |           | Cimi                                     | Cham (?)                                         | 16  | Kib'       |           | Cib                                      | (nieznana)                                       |
| 07  | Manik’     |           | Manik                                    | Manich’ (?)                                      | 17  | Kab’an     |           | Caban                                    | Chab’ (?)                                        |
| 08  | Lamat      |           | Lamat                                    | Ek’ (?)                                          | 18  | Etz’nab’   |           | Etznab                                   | (nieznana)                                       |
| 09  | Muluk      |           | Muluc                                    | (nieznana)                                       | 19  | Kawak      |           | Cauac                                    | (nieznana)                                       |
| 10  | Ok         |           | Oc                                       | (nieznana)                                       | 20  | Ajaw       |           | Ahau                                     | Ajaw                                             |

## Haab
W kalendarzu słonecznym haab rok kalendarzowy liczył 365 dni: 18 „miesięcy” po 20 dni (nie związanych więc długością z cyklem Księżyca), z dodatkowym „miesiącem” liczącym 5 dni – który był uważany za czas pechowy. Kolejne miesiące haab to: pop, uo, zip, zotz, tzec, xul, yaxkin, mol, chen, yax, zac, ceh, mac, kankin, muan, pax, kayab, cumhu i dodatkowy uayeb. Datę dzienną haaba tworzyło się podając numer dnia w „miesiącu”, a następnie nazwę „miesiąca”, z tym że numerację rozpoczynano od 0; np. 0 pop, 1 pop, 2 pop, 3 pop, 4 pop, 5 pop itd. Dni „miesiąca” dodatkowego numerowano od 0 do 4. Pierwszym dniem roku haab był 0 pop, zaś ostatnim 4 uayeb.

## Podawanie dat
Pełna data dzienna składała się z daty według tzolkina i daty według haaba (w takiej właśnie kolejności), tj. np. 1 akbal 0 pop; 2 kan 1 pop; 3 chicchan 2 pop; 4 cimi 3 pop; itd. Takie samo oznaczenie dnia pojawiało się co 18980 dni, czyli co 52 lata haab (73 lata tzolkin). Wewnątrz tego cyklu kolejne haaby zaczynały się od dni tzolkina: akbal, lamat, ben, eznab (z numerami od 1 do 13), tj. np. 1 akbal 0 pop; 2 lamat 0 pop; 3 ben 0 pop; 4 eznab 0 pop; 5 akbal 0 pop; 6 lamat 0 pop; itd. aż do 13 akbal 0 pop; po którym występował 1 lamat 0 pop; itd., a kończyły odpowiednio na: manik, eb, caban, ik (także z numerami od 1 do 13). Daty te służyły do oznaczenia konkretnego roku w obrębie cyklu.

## Długa rachuba
Oprócz systemu kalendarzy tzolkin-haab Majowie stosowali tzw. długą rachubę, w której dany dzień oznaczano liczbą dni, jaka upłynęła od pewnej daty zerowej, zapisaną w pozycyjnym (każdej pozycji odpowiadała jednostka czasu wyższego rzędu) systemie dwudziestkowym (z jednym wyjątkiem, koniecznym ze względu na realną długość roku).
W języku Majów kin to dzień, 20 kin to uinal, osiemnaście uinal to tun, 20 tun to katun, 20 katun to baktun. (Rzadko były używane też większe jednostki: pictun, calabtun, kinchiltun i alautun.)
| Dni     | Jednostki długiej rachuby | długa rachuba | Lata słoneczne | Tun |
| ------- | ------------------------- | ------------- | -------------- | --- |
| 1       | = 1 kin                   |               |                |     |
| 20      | = 20 kin                  | = 1 uinal     |                |     |
| 360     | = 18 uinal                | = 1 tun       | ~ 1            | 1   |
| 7200    | = 20 tun                  | = 1 katun     | ~ 20           | 20  |
| 144 000 | = 20 katun                | = 1 baktun    | ~ 395          | 400 |

### Określanie dat długiej rachuby
Data według długiej rachuby to liczba dni w jednostkach długiej rachuby zapisana w pozycyjnym systemie dwudziestkowym.
Przykładowa data 9.12.2.0.16 według długiej rachuby (W cyklu 52 haabów: 5 cib 14 yaxkin) oznacza 9 baktunów, 12 katunów, 2 tuny, 0 uinali i 16 kin, czyli:
| 9  | × 144000  | = 1296000 |
| 12 | × 7200    | = 86400   |
| 2  | × 360     | = 720     |
| 0  | × 20      | = 0       |
| 16 | × 1       | = 16      |
|    | Razem dni | = 1383136 |

Oznacza to, że 1 383 136 dni minęło od daty początkowej.

### Data początkowa długiej rachuby, problem korelacji
Datą początkową (zerową) długiej rachuby jest według zapisów data: 13.0.0.0.0. 4. ahau 8. cumhu. Jednak ze względu na trudności w przypisaniu datom kalendarza Majów ich odpowiedników w kalendarzach „europejskich” (tzw. problem korelacji), nie jest pewne, jakiej dacie tych kalendarzy ona odpowiada. Proponowane były m.in. 10 lutego 3641 p.n.e., 11 lutego 3374 p.n.e. (korelacja Makemson, 1946), 15 października 3374 p.n.e. (korelacja Spindena, 1930), 10 sierpnia 3214 p.n.e., 11 sierpnia 3114 p.n.e. (korelacja Goodmana, 1905), 12 sierpnia 3114 p.n.e. (korelacja Martineza, 1926) i 13 sierpnia 3114 p.n.e. (korelacja Thompsona, 1927).
Obecnie najpowszechniej przyjmowaną przez majologów jest korelacja Goodmana-Martineza-Thompsona (GMT, 1935), według której data zerowa to 11 sierpnia (według ekstrapolowanego wstecz kalendarza gregoriańskiego), czyli 6 września (według ekstrapolowanego wstecz kalendarza juliańskiego) 3114 p.n.e. (–3113, według przyjętej w 1740 astronomicznej notacji Cassiniego).

### Problem 13 baktunów
W dacie początkowej jako liczba baktunów podana jest liczba 13. Jednak wszystkie późniejsze daty mają niższą liczbę baktunów, taką jakby po dacie początkowej liczono baktuny od zera, wbrew zasadzie pozycyjnej dwudziestokrotności, nakazującej zliczanie baktunów do dwudziestki, stanowiącej jednostkę wyższego rzędu. Sugeruje to, że 13 baktunów stanowi pewną całość, cykl, i że data zerowa jest faktycznie datą zakończenia poprzedniego i rozpoczęcia obecnego cyklu, zwłaszcza że w ruinach świątyni w Palenque znaleziono zapisy dat z 12 baktunu.
Jednocześnie wcale to nie oznacza, że obecny cykl również miałby być ograniczony do 13 baktunów, jako że są one zgromadzone w 20 w jednostkę zwaną piktun. Na panelu zachodnim Świątyni Inskrypcji w Palenque pewien fragment tekstu odnosi się do 80. Cyklu Kalendarza (wynoszącego 52 lata) po koronacji władcy K’inich Janaab’ Pakala. Pakal wstąpił na tron w 9.9.2.4.8, co równa się dacie 27 lipca 615 roku n.e. proleptycznego kalendarza gregoriańskiego. Zapis rozpoczyna data urodzenia Pakala 9.8.9.13.0 (równoważnik gregoriański: 24 marca 603 roku n.e.), po czym następuje Odległość Czasowa równa 10.11.10.5.8, dając w sumie 21 października 4772 roku n.e., 4000 lat później.
Innym przykładem jest Stela 1. w Cobá, która zawiera datę: 13.13.13.13.13.13.13.13.13.13.13.13.13.13.13.13.13.13.13.13.0.0.0.0, dwadzieścia rzędów ponad b’ak’tun, co daje 4,134105 × 1028 (41 kwadryliardów; równe 41 oktylionom w krajach anglojęzycznych – zob. krótka skala) lat w przyszłości  bądź w przeszłości. Przekracza ona 3 tryliony razy wiek Wszechświata oszacowany przez kosmologów.
W 2012 roku naukowcy ogłosili odkrycie w Xultún w Gwatemali serii tablic astronomicznych wykonanych przez Majów, na których opisane są ruchy Księżyca i innych ciał niebieskich aż do 17. b’ak’tun.

## Kwestia 21 grudnia 2012 roku

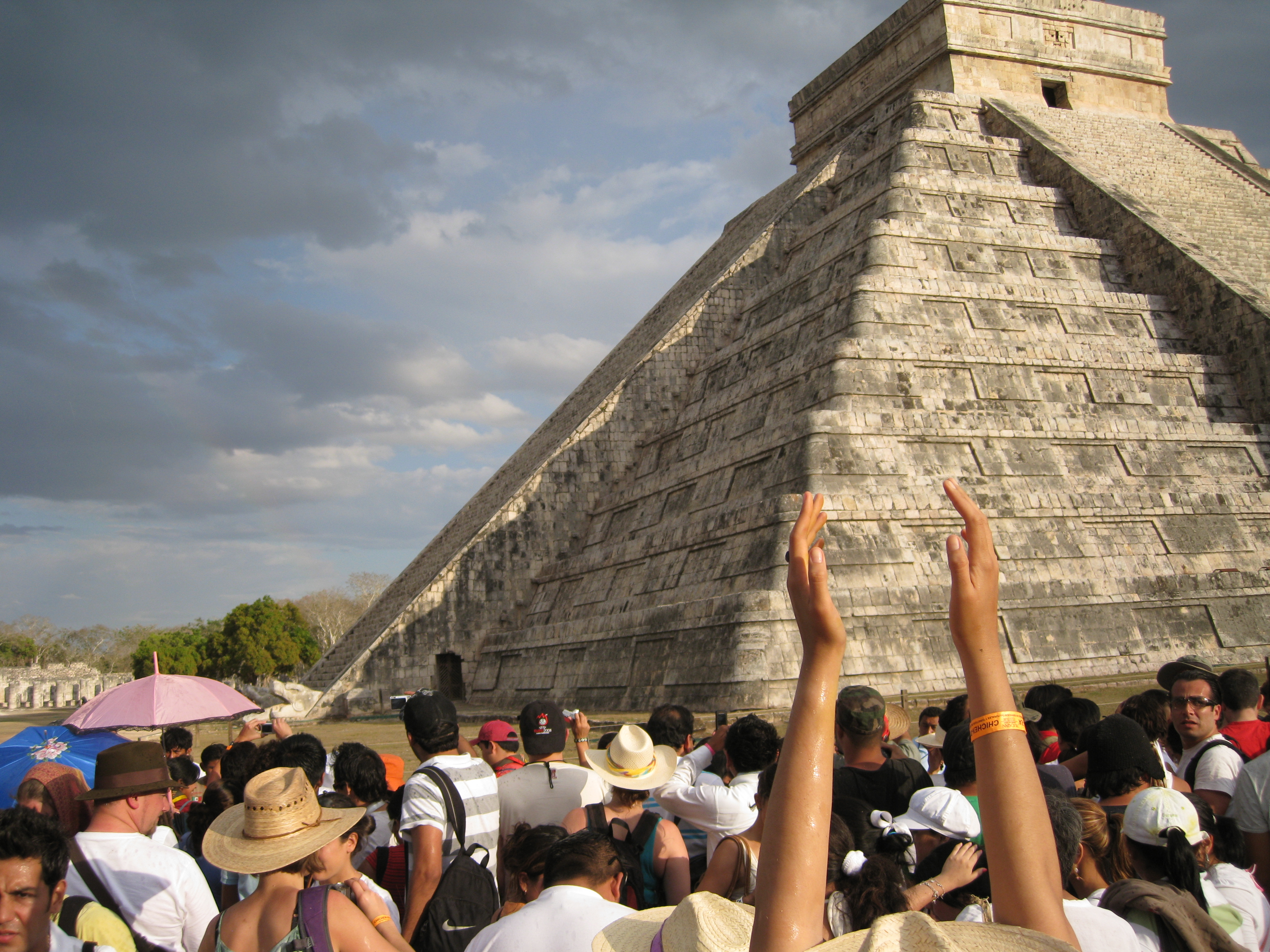
Równonoc wiosenna (21 marca 2009). Na schodach piramidy widać obraz węża z pióropuszem – Quetzalcoatl – węża, który wydawać by się mogło schodzi z piramidy na Ziemię. Na górze piramidy widoczna Świątynia Kukulkana.

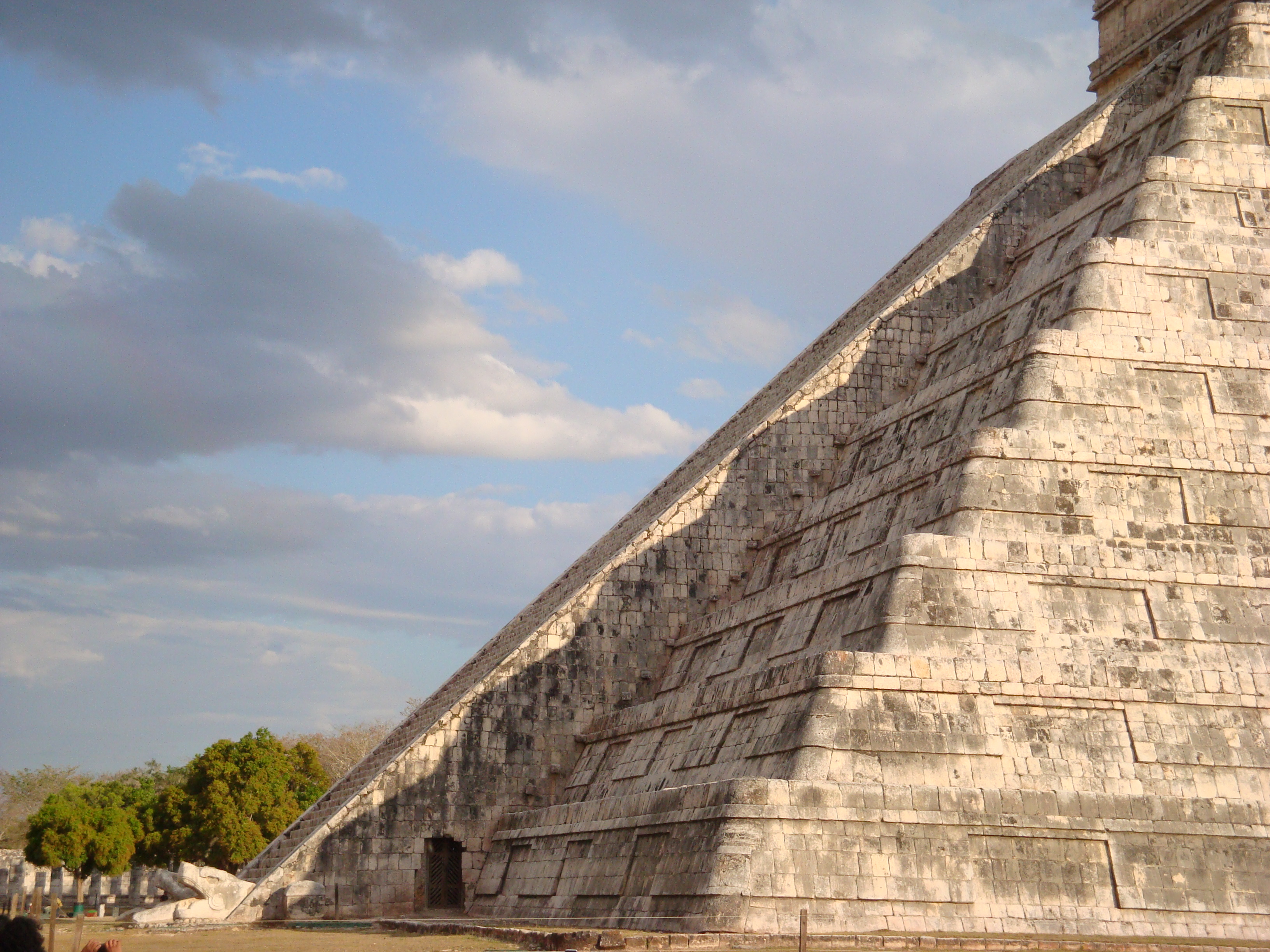
Piramida Kukulkana w Chichén Itzá podczas równonocy wiosennej. Schodzący wąż symbolizuje powrót boga Kukulkana.

Data 21 grudnia 2012 roku n.e. według długiej rachuby to 13.0.0.0.0. 4 ahau 3 kankin. Część wyznawców teorii spiskowych uważała tę datę za koniec świata.
Badacze kultury i astronomii Majów są zgodni, że rok 2012 nie miał szczególnego znaczenia dla tego ludu. Układ gwiazd i Słońca 21 grudnia tego roku nie jest szczególnie rzadki i powtarzał się trzykrotnie w ciągu ostatnich 200 lat (jeśli pominąć ruch precesyjny Ziemi i ruch Układu Słonecznego w Galaktyce); co więcej przesilenie zimowe, przypadające na ten dzień, nie pełniło żadnej istotnej roli w religii i kulturze Majów. Żadna z zachowanych inskrypcji Majów nie wskazuje też na 21 grudnia 2012 roku jako na „koniec świata”, a jedynie na koniec pewnej epoki.